# Farida Diouri
Farida Diouri (1953 - 8 de agosto de 2004) fue una novelista marroquí. Comenzó a escribir a los 40 años de edad, y su primera novela, Vivre dans la dignité, ou mourir, fue seleccionada para el Gran Premio Atlas,  organizado por la Embajada de Francia en Marruecos.

## Biografía
Nacida en Larache, Marruecos, tiene dos hijos, está divorciada y es hija del escritor hispano-marroquí Driss Diouri.

Estudió en el Instituto Español y luego en la misión francesa. Bachillerato francés en el Lycée Descartes de Rabat (Marruecos) y estudió de economía en la Facultad de Derecho en Rabat. Desde 1993, fue ejecutiva de una cadena hotelera estadounidense y corresponsal de periódicos, como el "Echo Touristique".

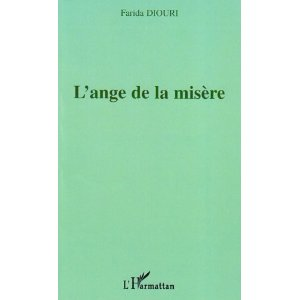

## Novelas
- Vivre dans la dignité, ou mourir, Paris, Imprimerie Tensif, 1993
- Dans tes yeux, la flamme infernale, Paris, Éditions L'Harmattan, 2000
- L'Ange et la misère, Paris, Éditions L'Harmattan, 2002